# 法兰西学术院
法兰西学术院（法語：Académie française）是法國的學術機構，是法兰西学会下属的五个学术院之一，是五个学术院中历史最悠久的学术权威机构，當選法蘭西學院院士是極高的榮譽。

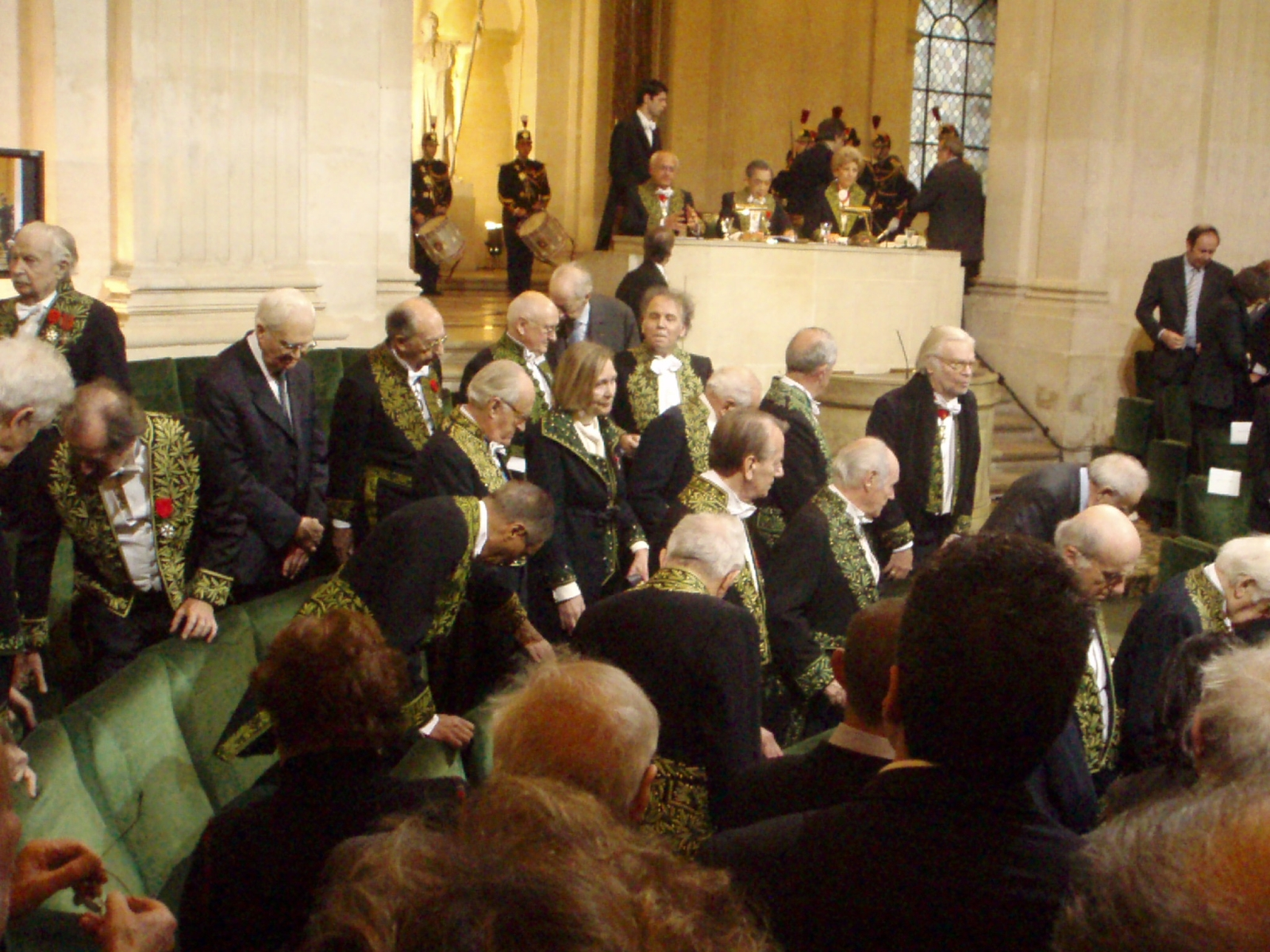
二十余位法兰西学术院院士在会议前入座

## 名称
由于译名的不统一，“法兰西学术院”常被称为“法兰西学院”，因此跟“Institut de France”混淆起来。不仅普通人分不清它们之间的关系，即使是比较专业的人士也常将它们混为一谈。
“学术院”（Académie）一词起源于柏拉图在雅典的教学园地阿卡德摩斯。《利特雷（Littré）法兰西语言词典》给它的定义是：“文人、科学家、艺术家团体”。这三类人都以博学广闻、富有知识著称，其知识的汇合、交流就是学术活动，所以“学术院”的名称是准确的。
法兰西学术院的院士最负盛名，按道理他们可以被称为“法兰西学院院士”，同样道理，其它四个学术院院士也应该可以被称为“法兰西学院院士”。
若将“文学院”、“科学院”、“美术院”、“人文院”的院士冠以他们本院的名称，而独称“法兰西学术院院士”为“法兰西学院院士”，则是给予该院院士的殊荣。但应该明了从道理上讲，他们跟其它学术院的院士是同级别的，只是他们更受重视而已。

## 肩负使命
法兰西学术院具有双重任务：一、规范法国语言；二、保护各种艺术。
第一项任务是从建立之初就负有的历史使命，为此院士们要为语言的规范、明确而努力，使它成为全体法国人及所有使用法语的人们的共同财富。
法兰西学术院院士为维持发展变化中的法语的清晰、纯正而工作，具体地讲，就是通过编撰固定语言使用的词典来规范语言的正确运用，同时也通过他们的建议以及他们参与各种委员会的术语确定工作来实现这一目标。
虽然他们的决定对政府和民众都没有约束力，只是一种咨询参考，但依靠他们的权威性引导法语的发展方向。
学术院的另一项任务是资助文艺创作，这是学术院建立初期没有预想到的。其资金来源于基金会捐献或个人遗赠，现在每年法兰西学术院都会颁发大约六十项文学奖。
最值得一提的是，从1986年开始，每年颁发海外法语区大奖，由此标明该学术院在向世界弘扬法语方面所作的持续努力。
该学术院还向文学团体、学者和公益作品的作者提供资助，向人口众多的家庭、鳏夫寡妇、生活贫困者或具有特殊德行的人，提供帮助和一定数量的分期资助金。

## 历史变迁
法兰西学术院由宰相、枢机主教黎塞留成立，最初成立的目的為规范法语。学术院的条例法规由他签署，於1635年1月29日由法国国王路易十三簽署君主制誥予以批准，並於1637年7月在巴黎議會（法語：le parlement de Paris）注册备案。
法蘭西學術院的前身為一非正式的文人聚會（Réunion littéraire），1629年在枢机主教黎塞留的支持下，於發起人之一華倫天·康拉（Valentin Conrart）的居所，聖馬汀路135號成立，其後並與朗布耶酒店聚會。1639年后会议在掌玺大臣皮埃爾·塞吉埃家中举行，1672年后在卢浮宫举行，从1805年至今在法兰西学术院宫殿举行。
除了1793至1803年法国大革命时期外，三个半世纪以来，该学术院一直在有条不紊地运作。
法兰西学术院最初由红衣主教黎塞留监护，他去世后由掌玺大臣塞吉埃护持，然后受路易十四及法国的历代国王、皇帝和国家元首保护。

## 词典编纂
为了法兰西语言的规范、明晰、纯正并为所有使用者理解，法兰西学术院的院士们于1694年编辑出版了第一部词典，此后于1718年、1740年、1762年、1798年、1835年、1878年、1932－1935年出版了其它版本。1992年开始出的第九版正在编撰过程中，现已从字母A出到plébéien一词。

## 机构组成
法兰西学术院共由四十名院士组成，院士为终身制，只有在一位院士去世后，才能补选一位新院士，选举由該院院士进行。从创始至今本院共有719名院士。
该学术院院士集中了法国学术界的最高权威，包括为法语的辉煌作出过杰出贡献的诗人、小说家、剧作家、哲学家、医生、科学家、人类学家、艺术批评家，但也往往涵蓋非學術界出身之名人，如军人、政治家和宗教家。
通过其组成人员的丰富多元性，法兰西学术院展现了忠实于才华、智慧、文化、文学和科学想象力的法国智库形象。

## 永垂不朽
院士的“不朽者”外号来自于学术院创始人枢机主教黎塞留院所制印章上的名言“献给不朽”（À l'Immortalité）。
被选为法兰西学术院院士被大众看作最高的荣誉。院士的身分是终身的尊严。谁都不能在学术院辞职。由于损害学术院声誉的严重事件才会被学术院开除，在学术院史上被开除的事例极其罕见。

## 院士象征
院士们在学术院宫殿穹顶下举行隆重会议时，要手持自己设计的特色佩剑，和穿著名的“绿色院服”──当选的院士會被授予墨绿色金线绣花燕尾服、一件无袖长袍、一顶装饰羽毛的拿破崙式两角帽和一把佩剑，以表现出院士们的神气和威严。该服装设计于拿破仑任第一执政时期，这是法兰西学术院的各学术院院士们所共有的服饰。
在过去，法兰西学术院院士受到皇室成员待遇，现在也在法国公众心目中具有很高的威望。

## 當選法兰西学术院院士的名人

### 文學家
- 皮埃尔·高乃依
- 拉辛
- 孟德斯鳩
- 伏爾泰
- 夏多布里昂
- 維克多·雨果
- 梅里美
- 小仲馬
- 保罗·瓦勒里
- 程抱一

### 自然科學家
- 拉普拉斯
- 傅里叶
- 巴斯德
- 龐加萊
- 雅克-伊夫·库斯托
- 方斯華·賈克柏

### 思想家和社會科學家
- 孔多塞
- 基佐
- 亞歷西斯·托克維爾
- 歐內斯特·勒南
- 克勞德·李維-史陀
- 布勞岱爾

### 政治家
- 柯爾貝爾
- 梯也爾
- 普恩加萊
- 保罗·欧仁·路易·德沙内尔
- 克里蒙梭
- 安德烈·弗朗索瓦-龐賽
- 利奧波德·塞達爾·桑戈爾
- 瓦勒里·季斯卡·德斯坦

### 軍人
- 費迪南·福煦
- 約瑟夫·霞飛
- 菲利普·貝當
- 路易·赫伯特·利奧泰
- 路易·弗朗謝·德斯佩雷
- 阿爾方斯·朱安

### 其他
- 呂西安·波拿巴
- 雷賽布

## 他國仿效
法蘭西學術院的國際名望確立後，引起其他國家效法。如1713年成立的西班牙皇家语言学院、1786年成立的瑞典學院、1896年成立的巴西文學院，都以維護該國語言標準化為職責，也都採取院士定額和終身制的形式來推崇院士的地位。